# Aterigena aculeata
Aterigena aculeata là một loài nhện trong họ Agelenidae. Chúng được Jia-Fu Wang miêu tả năm 1992.